# Fromveur (navire)
Le Fromveur I premier du nom, était l'un des transbordeurs à passagers de la compagnie Penn ar Bed, qui assurait la desserte des îles d'Ouessant, Molène et Sein, dans le cadre d'un contrat de service public avec le conseil général du Finistère.-
Le navire portait le nom du passage du Fromveur, situé entre deux îles en mer d'Iroise. L'île d'Ouessant et l'île de Bannec.
Désarmé en 2011, il fut remplacé par le Fromveur II construit par les chantiers "PIRIOU" de Concarneau et mis en service en 2012.
En 2012, le Fromveur I en attente dans le port de Brest, a été racheté par une société évènementielle - SARL "Seinario" - pour en faire un bateau de réception amarré sur la Seine à Boulogne-Billancourt. Suite à sa nouvelle destination, il fut remorqué par étapes depuis le port de Brest jusqu'à Fécamp, Le Havre et remonta la Seine jusqu'au port de Gennevilliers, pour subir des travaux de transformations intérieures dans un chantier du port de Gennevilliers.

## Lignes desservies
- Brest ⇔ Le Conquet ⇔ Molène ⇔ Ouessant
- Le Conquet ⇔ Molène ⇔ Ouessant
- Audierne ⇔ Sein (en remplacement de l'Enez Sun III)

## Histoire: 32 ans de bons et loyaux services
Le Fromveur I entra dans la flotte du "Service Maritime Départemental" (SMD) en 1977, et, ainsi, seconda l'Enez Eussa II et le Bugel Eussa dans leurs rotations quotidiennes. Le besoin d'une unité confortable et de grande capacité se faisait de plus en plus ressentir. Le département a donc financé cette construction, qui fut réalisée aux Chantiers et Ateliers de La Perrière à Lorient.
Robuste et performant, le Fromveur I fut très plébiscité par les îliens. Il est vrai que ce navire marqua un contraste important avec les précédents grâce à sa modernité !!!
En 2011, le Fromveur I ne naviguait plus. Très « fatigué » et fragiligé par les nombreuses tempêtes qu'il a essuyées durant sa longue carrière, il a cependant gardé tout son éclat d'antan jusqu'à sa retraite. Vêtu de son discret manteau blanc jusqu'en 1994, le Fromveur I subira le même lifting que les « congénères », et sa coque bleue lui allait toujours à ravir.
Cependant, même s'il semblait éternel, le Fromveur I a caché bien des souffrances. En effet, il n'avait plus le confort des navires récents, ses moteurs étaient plus que fatigués, les tôles de sa superstructure commençaient à « grincer », de même que sa coque était gondolée marquée par les membrures.
Si, autrefois le Fromveur I était un « chouette bâtiment », il n'avait plus à l'époque aux yeux de certains îliens, qu'un « souvenir sans grande valeur ».

## Le Fromveur II
Le Conseil général du Finistère lança un premier appel d'offres en août 2008 pour la construction d'un nouveau navire, et un second au printemps 2009. Les chantiers navals "Piriou" de Concarneau en partenariat avec le bureau d'architecture Navale "Ship-ST", ont répondus à l'appel d'offres et élaborés les premiers plans du Fromveur II.
Le chantier finistérien, ayant misé sur un navire économique et écologique, ainsi que des aménagements intérieurs judicieux et un design original, présenta son projet et finalement remporta l'appel d'offres le 1er avril 2010 face à  son concurrent "STX France".
Le projet de Ship-ST et de Piriou prévoyait la construction d'un transbordeur mixte de 45 mètres. Il pouvait embarquer 365 passagers et charger 25 tonnes de marchandises diverses. Le choix s'étant pour la première fois porté sur des moteurs semi-rapides ABC, moins puissants mais plus économiques, le Fromveur II naviguerait à la vitesse de 15 à 16 nœuds, au grand dam des îliens, qui souhaitaient, des liaisons plus rapides avec le continent.
Tout comme ses confrères de la compagnie, le nouveau navire fut aménagé pour l’accueil des personnes à mobilité réduite, avec en prime, un ascenseur.
Ce navire, dont le coût était estimé à environ 13 millions d'euros, rappela par ses lignes le transbordeur Melvan, également dessiné par "Ship-ST" et livré au Conseil général du Morbihan afin d'assurer pour le compte de la Compagnie "Océane" les liaisons entre Quiberon et les îles d'Houat et Hoëdic.
La construction du Fromveur II débuta en octobre 2010 pour s'achever en octobre 2011, par les chantiers PIRIOU à Concarneau. Le navire fut livré au conseil général du Finistère en décembre 2011 et mis en service début 2012 après une série d'essais en mer.
Silencieux et confortable, Fromveur II a une très bonne tenue à la mer.
Mais le 3 septembre 2013, Fromveur II arrivant avec une vitesse excessive, talonna un haut-fond à l'entrée du chenal du port de Molène par temps de brume, avec une visibilité très faible. Il sera rapidement assisté avec une voie d'eau dans le compartiment des machines.
Après plus de peur que de mal, les passagers ayant débarqués et la coque étant inspectée, il partira ensuite en réparations au chantier PIRIOU à Concarneau. http://brest.letelegramme.fr/local/finistere-nord/brest/strenanouess/molene/finistere-le-fromveur-talonne-devant-le-port-de-molene-03-09-2013-2221144.php